# Benjamin M. Friedman
Benjamin M. Friedman (* 1944) ist ein US-amerikanischer Ökonom. Er ist Professor für politische Ökonomie am Department für Wirtschaftswissenschaften an der Harvard University.

## Leben
Friedman erhielt einen B. A. (1966, summa cum laude) und einen M. A. (1969) in Ökonomie von der Harvard University sowie mit einem Marshall-Stipendium einen M. Sc. in Ökonomie und Politik vom King’s College (Cambridge) (1970). 1971 schloss er seinen Ph. D. in Ökonomie an der Harvard University ab.
Er arbeitete bereits während seines Studiums unter anderem für die Federal Reserve Bank of New York und die Federal Reserve Bank of Boston und war Berater des Präsidenten von 1969 bis 1971. 1971–72 war er bei Morgan Stanley tätig. Seit 1972 ist Friedman Professor für Ökonomie an der Harvard University.
2009 wurde er in die American Academy of Arts and Sciences aufgenommen.

## Schriften
- Economic Stabilization Policy: Methods in Optimization. Amsterdam and New York: North-Holland Publishing Company and American Elsevier Publishing Company, 1975.
- New Challenges to the Role of Profit (editor and part author). Lexington: D.C. Heath and Company, 1978.
- Monetary Policy in the United States: Design and Implementation. Chicago and Tokyo: Association of Reserve City Bankers and Toyo Keizai Shinposa, 1981.
- The Changing Roles of Debt and Equity in Financing U.S. Capital Formation (editor and part author). Chicago: University of Chicago Press, 1982.
- Corporate Capital Structures in the United States (editor and part author). Chicago: University of Chicago Press, 1985.
- Financing Corporate Capital Formation (editor and part author). Chicago: University of Chicago Press, 1986.
- Day of Reckoning: The Consequences of American Economic Policy under Reagan and After. New York: Random House, 1988.
- Handbook of Monetary Economics (co-editor, with Frank H. Hahn, and part author). Amsterdam: North-Holland Publishing Company and American Elsevier Publishing Company, 1990.
- Does Debt Management Matter? (co-authored with Jonas Agell and Mats Persson). Oxford: Oxford University Press, 1992.
- The Moral Consequences of Economic Growth. New York: Alfred A. Knopf, 2005.
- Religion and the Rise of Capitalism. New York: Alfred A. Knopf, 2021.